# Aaron Valero
Aaron Valero (Gerusalemme, 19 febbraio 1913 – Haifa, 18 dicembre 2000) è stato un medico e educatore israeliano che ha contribuito alla costruzione di ospedali e scuole di medicina.
Autore di pubblicazioni mediche ha contribuito enormemente al progresso dell'istruzione medica a Israele nella seconda metà del XX secolo. Valero è nato a Gerusalemme in una distinta famiglia sefardita che si era insediata in Palestina agli inizi dell'Ottocento e da parte della madre agli inizi del Quattrocento. Suo bisnonno, Jaacov Valero, ha fondato la prima banca in Palestina.
Valero è stato il primo a riconoscere e descrivere il focolaio di peste bubbonica in Palestina (British Medical Journal, 29 maggio, 1948, pp. 1026–1027) e un anno dopo ha osservato il focolaio della febbre della montagna rocciosa (Harefuah Vol. XXXVI No 9,36, pp. 1–3, 1º maggio, 1949).
Nel 1960 il Dottor Valero ha riconosciuto le potenziali sinergie tra lo staff dell'ospedale di Rambam e gli ingegneri dell'Istituto israeliano di tecnologia Technion ed ha organizzato e unito le squadre delle due istituzioni al quale faceva capo. Questa cooperazione ha portato alla prima realizzazione del Dipartimento di ingegneria biomedica del Technion, un dispositivo in grado di registrare le pulsazioni arteriose e del cuore senza essere a contatto con la parete toracica. Questo dispositivo è stato descritto per la prima volta nell'American Journal of Cardiology (19 febbraio, 1967, Vol. 19, pp. 224–230) e in successive pubblicazioni.
Il suo primo libro di medicina Clinical E.C.G. è stato pubblicato nel 1973 dalla casa editrice Technion Michlol ed il suo secondo libro, Bedside Detection, è stato pubblicato nel 1980. Valero personalmente, così come attraverso le sue pubblicazioni, guidò le generazioni di studenti di medicina israeliani e i medici residenti.
Ha frequentato il liceo ebraico Gymnasium e:
- ha ricevuto il grado M.B. Ch. B dalla University of Birmingham in Inghilterra (1938)
- dopo il ritorno a Gerusalemme si è offerto volontario per lavorare al Hadassah Hospital (1939)
- durante la seconda guerra mondiale ha volontariamente partecipato alla Royal Army Medical Corps come medico dove ha raggiunto il grado di Maggiore (1941-1946)
- è entrato a far parte del British Government Hospital che successivamente è diventato l'ospedale di Rambam, di cui è stato uno dei fondatori (1946)
- durante la guerra d'indipendenza israeliana ha servito come medico di reggimento sul fronte nord di Israele (1948-1949)
- è stato nominato capo del reparto di medicina interna all'ospedale Rambam (1950)
- è stato nominato direttore dell'ospedale Poriya del governo israeliano (1956)
- è stato eletto professore di ruolo alla facoltà di medicina Ruth e Bruce Rappaport del Technion ad Haifa (Dottor Valero è stato uno dei fondatori di entrambe) (1972)
- è diventato decano della facoltà di Pedagogia medica della Facoltà di medicina presso il Technion (1980)
- ha lavorato come capo del reparto di medicina interna all'ospedale Nahariya di Nahariya (1980-1986)
- il fondo Aaron Valero per l'avanzamento dell'educazione medica è stato istituito e donato dalla famiglia Valero in memoria del Dottor Aaron Valero. Il fondo permetterà di ospitare conferenzieri da Israele e dall'estero e organizzare seminari, sessioni di formazione e partecipare alla Giornata rapporto paziente-medico alla facoltà di medicina Bruce Rappaport al Technion (2002)

## Pubblicazioni (lista parziale)
- Valero ed altri, Focal Cardiography - An experimental Study in Dogs giornale israeliano di medicina scientifica, gennaio-Febbraio 1969, Vol. 5, N. 1, pp. 13–22
- Valero, Focal Displacement Cardiography for Bedside Detection of Myocardial Dyskinesis American Journal of Cardiology, aprile 1970, Vol. 25, pp. 443–449
- Valero ed altri, Effect of Exercise and Acclimatization on displacement apex Cardiogram In Normal Young Subjects British Medical Journal, gennaio 1971, Vol. 33, N. 1, pp. 37–45